# Distrito de Pásztó
El distrito de Pásztó (húngaro: Pásztói járás) es un distrito húngaro perteneciente al condado de Nógrád.
En 2013 su población era de 31 497 habitantes. Su capital es Pásztó.

## Municipios
El distrito tiene una ciudad (en negrita) y 25 pueblos (población a 1 de enero de 2013):
- Alsótold (232)
- Bér (360)
- Bokor (131)
- Buják (2187)
- Csécse (925)
- Cserhátszentiván (125)
- Ecseg (1178)
- Egyházasdengeleg (484)
- Erdőkürt (486)
- Erdőtarcsa (504)
- Felsőtold (125)
- Garáb (57)
- Héhalom (967)
- Jobbágyi (2137)
- Kálló (1458)
- Kisbágyon (421)
- Kozárd (167)
- Kutasó (91)
- Mátraszőlős (1603)
- Palotás (1616)
- Pásztó (9559) – la capital
- Szarvasgede (388)
- Szirák (1203)
- Szurdokpüspöki (1939)
- Tar (1892)
- Vanyarc (1262)